# Wirbelkammereinspritzung

Prinzipskizze der Wirbelkammereinspritzung

Die Wirbelkammereinspritzung war ein bis in die 1990er-Jahre weit verbreitetes Einspritzprinzip für Dieselmotoren (Kammerdieselmotor). Sie wurde 1931 von Harry Ricardo entwickelt. Heute ist sie weitgehend von der Direkteinspritzung verdrängt und kommt nur noch zur Anwendung, wenn ein Direkteinspritzsystem einen in Relation zum Bedarf unverhältnismäßigen Aufwand bedeuten würde (Notstromaggregate, Rasentraktoren, Micro-cars, kleine Boote usw.).

## Beschreibung
1931 entwickelte Harry Ricardo das Wirbelkammerverfahren, mit dem gegenüber dem Vorkammermotor noch höher drehende und leichtere Motoren möglich waren, da durch die Form der Wirbelkammer die Dieseltröpfchen am besten mit der Luft vermischt wurden und so eine optimale Verbrennung erzielt wurde. Auch das Abgasverhalten ist besser als bei Vorkammermotor oder Direkteinspritzung.
Dieselmotoren, die nach dem Wirbelkammerverfahren arbeiten, haben eine kugel- oder walzenförmig ausgebildete Wirbelkammer, die über einen tangential einmündenden Kanal (Schusskanal) mit dem Hauptbrennraum verbunden ist. Ebenso wie bei anderen Kammerdieselmotoren wird der Kraftstoff also indirekt in den Brennraum eingespritzt, im Gegensatz zur Direkteinspritzung.
Während der Verdichtung wird Luft aus dem Hauptbrennraum durch den Schusskanal in die Wirbelkammer gepresst und wegen der tangentialen Mündung des Schusskanals in starke Rotation versetzt (Luftwirbel). Der Kraftstoff wird nun in Richtung der Luftbewegung in die Wirbelkammer eingespritzt. Durch den Zentrifugaleffekt entsteht eine Gemisch-Schichtung mit fettem Gemisch am Umfang der Kammer, wobei sich jedoch kaum Kraftstoff an den Kammerwandungen anlagert. Dadurch ergibt sich eine gute Kraftstoff-Luft-Mischung.
Beim Beginn der Verbrennung wird das fette Gemisch durch den Schusskanal in den Hauptbrennraum gepresst, wo es sich mit der übrigen Luft vermischt und vollständig verbrennt.
Die Durchmischung wird durch geeignete Formgebung der Kolbenoberseite zur Luftverwirbelung unterstützt.

## Vor- und Nachteile
Gegenüber dem Vorkammerverfahren sind die Strömungsverluste geringer und der Wirkungsgrad höher. Außerdem wird durch die Verwirbelung die Durchmischung und somit die Verbrennung verbessert, was zusammen mit der größeren Schusskanalfläche auch noch bei höheren Drehzahlen (über 5000 min−1) passable Leistung, Drehmoment und Wirkungsgrad ermöglicht. Die Wirbelkammer hat – im Gegensatz zur Vorkammer – keinen Prallstift, sondern der Kraftstoff wird teilweise an die der Einspritzdüse gegenüberliegende Wirbelkammerwand gespritzt. Die Betriebstemperatur der Wand ist ausreichend hoch, dass auch hier der Kraftstoff schnell verdampft, außerdem wird er vom Luftwirbel abgetragen. Die gute Durchmischung des Kraftstoffs mit der Verbrennungsluft wird zusätzlich durch die kugelförmige Ausführung der Wirbelkammer erreicht, die für besonders hohe Strömungsgeschwindigkeiten sorgt.
Durch die Kugelform wird ein schnelleres Aufheizen der Wirbelkammer nach dem Kaltstart erreicht. Dadurch kann der Zündverzug reduziert werden, was sich in einem auch ohne Hilfsmittel guten Abgasverhalten bemerkbar macht.
Das Brennverfahren macht das Wirbelkammerprinzip geeignet für verschiedenste Kraftstoffe. Daher sind Vielstoffmotoren häufig als Wirbel- oder Vorkammermotor konzipiert.
Nachteilig an dieser zweistufigen Verbrennung ist die große Kühlfläche der Wirbelkammer, die die verdichtete Luft schnell abkühlt. Deshalb starten die meisten Motoren dieser Bauart selbst im warmen Zustand nicht ohne zusätzliche Kammerheizungen, für den Kaltstart sind Glühkerzen zur Wirbelkammerheizung üblich, deren Ausfall nur durch Anschleppen des Fahrzeuges oder Starthilfespray kompensiert werden kann. Noch gravierender, vor allem für größere Lkws, sind allerdings die Strömungsverluste, die bei höherer Drehzahl den Verbrauch im Vergleich zur Direkteinspritzung um bis zu 30 % erhöhen und das Drehmoment um ca. den gleichen Prozentsatz verringern. Allerdings erreichen Wirbelkammermotoren ihr Leistungsmaximum bei höherer Drehzahl, so dass der Leistungsnachteil nur ca. 16 % beträgt.
Die große Oberfläche der Wirbelkammer sowie die Strömungsverluste durch die Zweiteilung des Brennraumes wirken sich negativ auf den Verbrauch aus, der abhängig von Drehzahl und Last 5–30 % höher liegen kann als bei einem vergleichbaren Dieselmotor mit Direkteinspritzung.

### Wirbelkammerverfahren im Pkw
Die Wirbelkammereinspritzung bewirkt eine sehr weiche Verbrennung, der Motor läuft vergleichsweise leise. In den 1990er-Jahren hatten einige Pkw-Hersteller relativ lange an der Wirbelkammertechnik festgehalten, da sie zu diesem Zeitpunkt hinsichtlich Geräuschentwicklung, Abgasverhalten und Verbrauch den besten Kompromiss darstellte und es unverhältnismäßige Kosten verursacht hätte, einen Direkteinspritzer in dieser Hinsicht anzupassen. Bei Pkw mit Wirbelkammermotor wurde ein erhöhter Kraftstoffverbrauch in Kauf genommen, um einerseits ein möglichst breites Drehzahlband und andererseits ein gutes Kaltstartverhalten (größere Verdichtung als für optimalen Kraftstoffverbrauch sinnvoll) zu ermöglichen.

## Abgasentwicklung
Das Abgasverhalten der Wirbelkammereinspritzung ist abhängig vom Verbrennungsluftverhältnis. Ab einem Verbrennungsluftverhältnis von ca. {\displaystyle \lambda >1{,}2} sind Kohlenwasserstoff- und Stickstoffoxidausstoß am geringsten. Der Kohlenstoffmonoxidausstoß ist dieselprinzipbedingt vernachlässigbar niedrig. Weitere Abgasbestandteile sind Wasser, Sauerstoff, Stickstoff und C2. Verglichen mit der Direkteinspritzung sind die Stickoxide-Emissionen potenziell, insbesondere bei hoher Motorbelastung, geringer.